# La Raquette à claquettes
 (février 2025).
La Raquette à claquettes est un ensemble musical fransaskois de musiques folkloriques qui édita son premier CD en l'an 2000. La formation, née en 1995, se produit à travers tout le Canada lors de concerts publics et pendant les festivals canadiens.

## Présentation

### Style musical
Le groupe de musique La Raquette à claquettes est né à Regina dans la province canadienne de la Saskatchewan en 1995, à l’occasion d’une foire multiculturelle à Regina. La vocation de ce groupe de musiciens est de faire revivre et d'immortaliser des chansons traditionnelles d'auteurs-compositeurs francophones de l'Ouest canadien. Il puise dans la tradition des différents folklores qui jonchent le passé mais cette musique s’inspire aussi d’une foule d’autres sources : le bluegrass, la musique country, la musique tzigane, les chants de marins bretons, la musique celtique, le klezmer.

### Musiciens
La Raquette à claquettes est composée de cinq musiciens. Ils sont d'origines diverses, un Franco-Manitobain, un Québécois, un Fransaskois, un Saskatchewanais de souche irlandaise et un Franco-Ontarien.
- Michel Chammartin (banjo et voix) ;
- Gilles Groleau (violon, mandoline, podorythmie, percussion et voix) ;
- Michel Lalonde (guitare et voix) ;
- Dave Lawlor (piano, basse, flageolet, guitare et voix) ;
- Francis Marchildon (accordéon, mandoline et voix).

### Production
Le premier CD, paru en l'an 2000, s'intitule L'abbé rôde, un clin d'œil à Abbey Road, le dernier album enregistré par les Beatles.
Le deuxième CD, paru en 2006, s'intitule Quand la pluie viendra.